# آرتور سی. کلارک
سِر آرتور چارلز کلارک (به انگلیسی: Sir Arthur Charles Clarke) (۱۶ دسامبر ۱۹۱۷ – ۱۹ مارس ۲۰۰۸میلادی)، نویسنده، مخترع و دانشمند بریتانیایی بود.
رمان علمی-تخیلی ۲۰۰۱: اودیسه فضایی اثر اوست. فیلمی با همین نام بر مبنای این کتاب توسط استنلی کوبریک ساخته شد و جایزه اسکار را برای او و آرتور سی کلارک به ارمغان آورد. او همچنین آخرین عضو بازمانده از گروهی بود که «بزرگان سه‌گانه علمی-تخیلی» نامیده می‌شود. دو عضو دیگر این مجموعه رابرت هاینلین و آیزاک آسیموف بودند.

## زندگی
کلارک در در شهر ساحلی کوچکی به نام ماینهد از توابع سامرست واقع در غرب انگلستان در خانواده‌ای فقیر و کشاورز به دنیا آمد. در نوجوانی موشک‌های دست‌ساز می‌ساخت و آن‌ها را در مزرعه مادرش به هوا می‌فرستاد. پدر آرتور زمانی که او سیزده سال داشت، از دنیا رفت. مرگ وی ناشی از عوارض طولانی مدت حاصل از مجاورت با گازهای شیمیایی در جنگ جهانی اول بود.
کلارک در ۱۹۵۳ ازدواج کرد. پس از ۱۱ سال زندگی مشترک در سال ۱۹۶۴ از همسرش جدا شد و فرزندی نداشت. پس از آن دیگر ازدواج نکرد اما به یک مرد سریلانکایی نزدیک بود، لزلی اکانایاک (۱۳ ژوئیه ۱۹۴۷–۴ ژوئیه ۱۹۷۷)، که کلارک او را «تنها دوست کامل یک‌عمر» در تقدیم رمانش «چشمه‌های بهشت» به وی نامید. جان باکستر در زندگی‌نامه خود از استنلی کوبریک، همجنس‌گرایی کلارک را دلیل نقل مکان او به سریلانکا می‌داند؛ بخاطر قوانین آسان‌گیرتر همجنس‌گرایی در سریلانکا. در سال ۱۹۹۸، ساندی میرر گزارش داد که او برای رابطه جنسی به پسران سریلانکایی پول می‌داد، که منجر به لغو برنامه‌های شاهزاده چارلز برای شوالیه شدن او در سفری به این کشور شد. پلیس سریلانکا متعاقباً این اتهام را بی‌اساس تشخیص داد. به خبرنگارانی که از کلارک می‌پرسیدند آیا او همجنس‌گراست، می‌گفت: «نه، فقط کمی شادمان است».

با این حال، مایکل مورکوک نوشت: 
«همه می‌دانستند که او همجنس‌گراست. در دههٔ ۱۹۵۰، من با دوست پسرش بیرون می‌رفتم و مشروب می‌خوردم. ما با شاگردان غربی و شرقی او و خانواده‌هایشان آشنا شدیم، افرادی که تنها سخاوتمندانه‌ترین ستایش‌ها را برای مهربانی او داشتند. او ممکن است یک خودشیفته و تیتوتالیسم باشد، اما یک مرد بی‌عیب‌ونقص در تمام مدت است.»
کلارک در مصاحبه‌ای در ژوئیه ۱۹۸۶ در مجلهٔ پلی‌بوی وقتی از او پرسیده‌شد که آیا تجربهٔ دوجنس‌گرایی داشته‌است، گفت: «البته. کی نداشته؟»
در طول جنگ جهانی دوم مسئول رادار بود. در رشتهٔ فیزیک و ریاضیات از دانشگاه کینگز، لندن دانش‌آموخته شد و مدال درجه یک فیزیک و ریاضیات را دریافت کرد. سپس به ریاست مجمع بین سیارات بریتانیا منصوب شد و به عضویت آکادمی اخترشناسان و مجمع اخترشناسان سلطنتی و بسیاری از سازمان‌های علمی دیگر درآمد.
ایدهٔ ماهوارههای مخابراتی، نخستین بار توسط وی مطرح شد. وی علاوه بر کتاب‌های داستانی علمی-تخیلی، تعدادی آثار علمی نیز داشت.
کلارک از سال ۱۹۵۶ در سری‌لانکا که در آن زمان هنوز سیلان نامیده می‌شد زندگی می‌کرد. وی در زمان زندگی‌اش هم شهروند سری‌لانکا و هم تبعهٔ بریتانیا محسوب می‌شد. او همواره علاقهٔ زیادی به غواصی داشت و در این جزیرهٔ استوایی می‌توانست هر سال آن طور که دوست داشت در اعماق اقیانوس گردش کند. کلارک یک مدرسهٔ آموزش غواصی در سری‌لانکا تأسیس کرد که در زلزلهٔ ۲۰۰۴ میلادی در اقیانوس هند ویران و دوباره بازسازی شد. سری‌لانکا الهام‌بخش کلارک در نوشتن کتاب چشمه‌های بهشت (یا فواره‌های بهشت) نیز بود که در آن ایدهٔ آسانسور فضایی را ارائه کرد. به عقیدهٔ کلارک این آسانسور فضایی است که در آینده یادآور نام او خواهد بود و نه ماهواره‌های مخابراتی. کلارک از دههٔ ۶۰ میلادی تا پایان عمر از عوارض ناتوان‌کننده بیماری فلج اطفال رنج می‌برد.
در سال ۱۹۸۶ کلارک جایزهٔ آرتور سی کلارک را بنیان نهاد و هزینهٔ آن را (که در ابتدا ۱۰۰۰ پوند استرلینگ بود) تقبّل کرد. این جایزه به بهترین اثر علمی-تخیلی منتشر شده در بریتانیا در سال پیشین تعلق می‌گیرد. از سال ۲۰۰۱ مبلغ جایزه به اندازهٔ عدد سال در تقویم میلادی پوند بریتانیا (یعنی ۲۰۰۱ پوند در سال ۲۰۰۱، و ۲۰۰۵ پوند در سال ۲۰۰۵) افزایش یافت.
در سال ۱۹۸۸ مشخص شد که به سندرم بازگشت فلج اطفال مبتلاست و از آن پس مجبور شد بیشتر اوقات با صندلی چرخ‌دار حرکت کند.
در سال ۲۰۰۰ مقام شوالیه به کلارک اعطا شد، ولی شرایط جسمانی اجازهٔ سفر به لندن و دریافت نشان از ملکه الیزابت را به او نداد. این نشان در مراسمی در کلمبو توسط قائم‌مقام پادشاهی بریتانیا در سری‌لانکا به او تحویل شد. در سال ۲۰۰۵ نیز جایزهٔ لانکابیمانای که مهم‌ترین جایزهٔ غیرنظامی سری‌لانکا است به دلیل کمک‌های او به علوم و فناوری و وفاداری‌اش به کشور به او اعطا شد.
وی در سال ۲۰۰۸ صبح روز ۱۹ مارس بر اثر حمله قلبی در سن ۹۰ سالگی در خانه‌اش در سریلانکا درگذشت. بر طبق وصیت او بر سنگ قبرش نوشتند: «او هرگز به بزرگسالی نرسید اما هیچ‌گاه از رشد و تعالی دست نکشید.»
کلارک به عرفان شرقی و بودایی علاقه بسیار داشت و بیشتر آثار او آمیخته به این اندیشه و در قالبی اساطیری است.

## دیدگاه‌ها
دین
بعداً در زندگی‌اش، کلارک دیدگاه خصمانه‌تری نسبت به دین داشت. اغلب به نقل قول معروف کلارک اشاره می‌شود: یکی از مصیبت‌های بزرگ بشر این است که اخلاق توسط دین ربوده شده‌است. از او در علم برای عموم در سال ۲۰۰۴ نقل شده‌است که در مورد دین گفته‌است: «بدخواه‌ترین و پایدارترین ویروس‌های ذهنی. ما باید هرچه سریعتر از شر آن خلاص شویم.» کلارک در یک گفتگوی سه‌روزه «دربارهٔ انسان و دنیای او» با آلن واتس گفت که او نسبت به دین غرض دارد و نمی‌تواند مذاهب را به خاطر ناتوانی آنها در جلوگیری از جنایات و جنگ‌ها در طول زمان ببخشد.
کلارک می‌گوید: ادبیات نقش آموزشی را ایفا می‌کند، و هیچ‌یک از آثار ادبی به اندازه آثار علمی نمی‌تواند توده وسیع مردم را با دانش نوین بشری آشنا کند.
وقتی از او پرسیده می‌شد که آیا به حیات فرازمینی اعتقاد دارد یا نه، همیشه در پاسخ لبخند می‌زد و می‌گفت: دو احتمال در این زمینه وجود دارد: یا ما در این جهان تنها هستیم یا اینکه تنها نیستیم. هر دو حالت ترسناک و مبهم است.
کلارک عقیده دارد فراتر از منظومه شمسی موجودات ذی‌شعوری وجود دارند. او موجوداتی را توصیف می‌کند که قادرند خود را به انرژی و آنگاه بار دیگر به ماده تبدیل کنند. او می‌گوید: این که کسانی از فضای خارج به ملاقات زمین آمده باشند اندیشه‌ای کاملاً معقول است و در واقع اگر این رویداد طی چند میلیارد سالی که از عمر زمین می‌گذرد رخ نداده باشد، جای شگفتی دارد.
کلارک تأکید می‌کرد که قصد او از داستان‌های علمی-تخیلی‌اش پیش‌بینی آینده نیست. بلکه او به آنچه که ممکن است روی دهد، تأکید می‌کند و ذهن انسان‌ها را برای آینده و اتفاقات گوناگونی که ممکن است روی دهد، آماده می‌سازد.
سیاست
به عقیده او سیاستمداران و تصمیم‌گیران جهان می‌بایستی به جای خواندن کتاب‌های پلیسی و سیاسی کتاب‌های او را مطالعه کنند، زیرا خیال‌پردازی می‌تواند راه را برای عملی شدن ایده‌های انقلابی هموارتر سازد.

## نوشتار
در مواضع کلارک نسبت به فضا، عنصری از ایمان وجود دارد، اگرچه این عنصر از نوع مذهبی نیست. موضع او بیشتر به نوعی خوشبینی نامحدود نسبت به قدرت هوش شباهت دارد.
قالب داستان‌های کلارک، به‌خصوص اودیسه‌ها، قالبی اساطیری و نمادین است، دارای ابهام و ایهامی است که تنها می‌تواند از ذهنی پیشرس نسبت به وقایع آینده سرچشمه گیرد. بیان نویسنده گاه به نظر می‌آید که برگرفته از عرفان شرقی است. ۲۰۰۱: ادیسه فضایی، ملهم از عرفان اساطیری، اساطیر یونان، عرفان بودیسم و هند است. او انسان را به ماوراء ماده می‌برد. شیوهٔ کلارک منحصربه‌فرد است، کلارک علم را در قالب اسطوره بیان می‌کند، اسطوره را چنان لباس علم می‌پوشاند که دیگر اسطوره به نظر نمی‌رسد. علم و نظریه‌های علمی را چنان می‌شکافد که خواننده عامی به باغ باورها می‌رود و عالِم به گلزار اندیشهٔ ژرف.
در اودیسه‌ها شما با تخیل باور نکردنی نویسنده در قالب «تکسنگ سیاه» که با آموزش خود به آدم-میمونها، نسل در حال انقراض آن‌ها را هدایت کرده و به پیش می‌راند. در فیلم راز کیهان در یک صحنه بدیع و استثنایی، کوبریک انسان میمون‌نمای اولیه در حال پرتاب استخوان شکارش را نمایش می‌دهد که پس از آن صحنه قطع و به داخل سفینه دیسکاوری می‌رود، ۴ میلیون سال بعد، و در انتها استحاله فرمانده بومن را با شگفت‌آورترین بیان ممکن به تصویر می‌کشد.
کلارک در نوشتن مقالات و کتاب‌های علمی توانایی فوق‌العاده‌ای دارد. او پس از جنگ جهانی دوم، طی مقاله‌ای با محاسبه دقیق نشان داد که اگر سه ماهواره در ارتفاع ۳۶ هزار کیلومتری زمین قرار گیرند، می‌توانند تمام سطح کره را تحت پوشش خود قرار داده و امر مخابرات از هر نقطه زمین به نقطه دیگر را به راحتی انجام دهد. این نظریه زمانی مطرح شد که موشک‌ها حتی قادر نبودند به ارتفاعات پایین در مدار دست یابند و اصولاً پرتاب ماهواره یک رؤیا به‌شمار می‌رفت. اینک این مدار به افتخار او به نام مدار کلارک نام‌گذاری شده‌است.

## افتخارات دیگر
او به خاطر میعاد با راما سه جایزهٔ هوگو، نبولا و جایزه کمبل را دریافت کرد.
کلارک هفتمین نفری بود که جایزه استاد بزرگ را که انجمن نویسندگان علمی‌تخیلی آمریکا به پاس یک عمر فعالیت موفقیت‌آمیز در زمینه داستان‌نویسی علمی-تخیلی اعطا می‌کرد، در سال ۱۹۸۶ به دست آورد.

## آثار
- شن‌های مریخ (۱۹۵۱)
- پایان کودکی (۱۹۵۳)
- نور زمین (۱۹۵۵)
- شهر و ستارگان (۱۹۵۶)
- ریزش غبار ماه (۱۹۶۱)
- نُه میلیارد نام خدا (۱۹۶۷) (مجموعه داستان کوتاه)
- ۲۰۰۱: اودیسه فضایی (۱۹۶۸)
- میعاد با راما (۱۹۷۳)
- امپراتوری زمین (۱۹۷۵)
- چشمه‌های بهشت (۱۹۷۹)
- ۲۰۱۰: اودیسه دو (۱۹۸۲)
- ۲۰۶۱: اودیسه سه (۱۹۸۸)
- راما ۲ (۱۹۸۹) (همراه با جنتری لی)
- روحی از گرندبنکس (۱۹۹۰)
- باغ راما (۱۹۹۱) (همراه با جنتری لی)
- راز راما (۱۹۹۳) (همراه با جنتری لی)
- ریشتر ۱۰ (۱۹۹۶) (همراه با مایک مک‌کوی)
- ۳۰۰۱: اودیسه نهایی (۱۹۹۷)
- نغمه‌های زمین دوردست (در ایران: عملیات آخر تالاسا) ۱۹۸۵

## سه قانون کلارک
1. «هرگاه دانشمندی برجسته، اما سالخورده بگوید چیزی ممکن است، به احتمال قریب به یقین درست گفته‌است. اما آنگاه که بگوید چیزی غیرممکن است، به احتمال زیاد اشتباه می‌کند.»
2. «تنها راه کشف محدودهٔ ممکن از غیرممکن، کمی پیشروی از ممکن به درون غیرممکن است.»
3. «هر فناوری وقتی به حدی از پیشرفت برسد، دیگر نمی‌توان آن را از جادو تفکیک کرد.»∗

## یادداشت
1. ↑  Full dedication reads: "To the still unfading memory of LESLIE EKANAYAKE (13 JuIy 1947 – 4 July 1977) only perfect friend of a lifetime, in whom were uniquely combined Loyalty, Intelligence and Compassion. When your radiant and loving spirit vanished from this world, the light went out of many lives."